# Cladobotryum clavisporum
Cladobotryum clavisporum är en svampart som först beskrevs av D.J. Gray & Morgan-Jones, och fick sitt nu gällande namn av Rogerson & Samuels 1993. Cladobotryum clavisporum ingår i släktet Cladobotryum och familjen Hypocreaceae.   Inga underarter finns listade i Catalogue of Life.